# Gordon Apps
Gordon Frank Mason Apps (ur. 3 maja 1899 w Lenham, zm. 24 października 1931 w Petersboro) – brytyjski as myśliwski okresu I wojny światowej. Odniósł 10 zwycięstw powietrznych.

## Życiorys
Gordon Apps był drugim synem Henry'ego (inspektora sanitarnego) oraz Kate Helen Apps. Po wybuchu wojny i ukończeniu 18 lat Gordon Apps podobnie jak jego starszy brat zaciągnął się do Artists Rifles, skąd w sierpniu 1917 roku został przeniesiony do RFC. Po przejściu wstępnego szkolenia w szkole lotniczej w Oksfordzie został przydzielony do No. 9 Squadron RAF. Po przejściu dalszych szkoleń został w listopadzie 1917 roku przydzielony do No. 66 Squadron RAF, wówczas operującego we Włoszech, gdzie dotarł tuż przed nowym rokiem 1918.
Pierwsze zwycięstwo powietrzne odniósł 11 marca 1918 roku na samolocie Sopwith Camel. W okolicach Valstagn zestrzelił niemiecki samolot Berg D. Jego trzecią lub czwarta ofiarą był austriacki as myśliwski Andreas Dombrowski. Ostatnie 10 zwycięstwo powietrzne odniósł 16 lipca 1918 roku na południe od Giustana. 17 lipca został ranny w wyniku ostrzału artyleryjskiego. 2 sierpnia został przetransportowany do Francji. Na początku września wrócił do macierzystej jednostki. Wkrótce został oddelegowany do Anglii, gdzie służył w dywizjonach tzw. Home Defence. Po zakończeniu wojny odbywał służbę w No. 50 Squadron RAF, skąd 19 marca 1919 roku został przeniesiony do rezerwy.
Po zakończeniu wojny przez ponad 2 lata pracował dla Imperial Radio Chain. Następnie przeniósł się do Ontario. Był w bliskim kontakcie z Billym Bakerem. Po utworzeniu Royal Canadian Air Force dołączył do Bakera i od 24 marca 1924 roku rozpoczął służbę w RCAF.
24 października 1931 roku Apps wraz z sierżantem Frankiem Handem zginęli w wypadku lotniczym przy podchodzeniu do lądowania na samolocie Fairchild 71 w Peterborough Airport.